# Каламус (Ајова)
Каламус (енгл. Calamus) град је у америчкој савезној држави Ајова. По попису становништва из 2010. у њему је живело 439 становника.

## Демографија
Према попису становништва из 2010. у граду је живело 439 становника, што је 45 (11,4%) становника више него 2000. године.
| Група             | 2000.       | 2010.       |
| Белци             | 388 (98,5%) | 418 (95,2%) |
| Афроамериканци    | 0 (0,0%)    | 0 (0,0%)    |
| Азијати           | 0 (0,0%)    | 0 (0,0%)    |
| Хиспаноамериканци | 3 (0,8%)    | 7 (1,6%)    |
| Укупно            | 394         | 439         |